# Karl Brunner-von Wattenwyl
Karl Friedrich Brunner-von Wattenwyl (Bern, 13 juni 1823 - Kirchdorf-Neukematen (Opper-Oostenrijk) of Wenen, 24 augustus 1914) was een Zwitsers fysicus en entomoloog die zich specialiseerde in rechtvleugeligen (Orthoptera).
Hij studeerde naast natuurwetenschappen ook fysica en geologie aan de universiteiten van Genève, Bern en Berlijn. In 1846 promoveerde hij tot doctor. Van 1850 tot 1855 was hij hoogleraar fysica aan de universiteit van Bern. Hij voerde in die periode ook de telegrafie in Zwitserland in. In 1857 werd hij directeur van de telegrafiedienst in Wenen en vestigde zich in Oostenrijk. Later voerde hij ook de telegrafie in Griekenland en Turkije in. Hij werd in 1880 tot ridder verheven.
Hij beschreef vele nieuwe taxa, vooral sprinkhanensoorten en wandelende takken. Hij legde in Wenen een belangrijke insectenverzameling aan, die zich bevindt in het Naturhistorisches Museum Wien. Hij publiceerde een aantal werken in het Frans onder de naam Charles Brunner de Wattenwyl.
Het geslacht Wattenwylia Piza, 1938 uit de familie Diapheromeridae is naar hem vernoemd.